# Tiro com arco nos Jogos Paralímpicos de Verão de 2016
As competições de tiro com arco nos Jogos Paralímpicos de Verão de 2016 serão disputadas entre 10 e 17 de setembro no Sambódromo da Marquês de Sapucaí, no Rio de Janeiro, Brasil. Os atletas que disputarão o tiro com arco possuem deficiência física e se locomovem por cadeira de rodas.

## Eventos
Os atletas são classificados conforme a extensão de sua deficiência, fazendo com que compitam com atletas que tenham uma deficiência semelhante. Algumas categorias que foram disputadas em 2012 foram removidas nesta edição. A classificação W1 para arqueiros de cadeira de rodas foi mantida.
Existem duas categorias de competição no tiro com arco paralímpico:
- Abertas (Aberto) - Atletas com deficiência física e que utilizam cadeira de rodas ou que não tenham equilíbrio. Estes atletas competem em pé, com a ajuda de suportes, ou sentados. Atletas nesta categoria competirão em seis eventos.[2]
- W1 - Atletas com deficiência física e que utilizam cadeira de rodas para realizar os disparos. Nesta categoria, atletas podem utilizar arcos modificados ou arcos recurvos, desde que atendam as exigências do Comitê.[2]

Uma terceira categoria, V1, para atletas com deficiência visual, não faz parte desta edição dos Jogos.
| Individual masculino | Individual masculino | Individual masculino | Individual feminino | Individual feminino | Individual feminino | Pares mistos | Pares mistos | Pares mistos |
| Composto             | Composto             | Recurvo              | Composto            | Composto            | Recurvo             | Composto     | Composto     | Recurvo      |
| -------------------- | -------------------- | -------------------- | ------------------- | ------------------- | ------------------- | ------------ | ------------ | ------------ |
| W1                   | Aberto               | Aberto               | W1                  | Aberto              | Aberto              | W1           | Aberto       | Aberto       |

## Qualificação
Cada Comitê Paralímpico Nacional pode ter, no máximo, treze atletas em todos os eventos. A maioria das vagas são definidas pela posição no Campeonato Mundial de 2015 e por torneios continentais. Um número menor de vagas é concedido para o país anfitrião e para os atletas melhor classificados nos rankings mundiais.

### Individuais
| Qualificação                                                             | Masculino | Masculino | Masculino | Feminino                                                                                               | Feminino                                                                                  | Feminino |
| Qualificação                                                             | Arco composto W1 (máximo 2 por comitê)                                                                                   | Arco composto Aberto (máximo 3 por comitê) | Arco recurvo Aberto (máximo 3 por comitê) | Arco composto W1 (máximo 2 por comitê)                                                                 | Arco composto Aberto (máximo 2 por comitê)                                                | Arco recurvo Aberto (máximo 3 por comitê) |
| ------------------------------------------------------------------------ | --- | --- | --- | --- | ----------------------------------------------------------------------------------------- | --- |
| Campeonato Mundial de · Tiro com Arco de 2015 · Donaueschingen, Alemanha | CHN China CZE República Checa FIN Finlândia GER Alemanha GBR Grã-Bretanha GBR Grã-Bretanha ITA Itália USA Estados Unidos | AUS Austrália CHN China FIN Finlândia FRA França GBR Grã-Bretanha GBR Grã-Bretanha IRI Irã ITA Itália ITA Itália ITA Itália KOR Coreia do Sul SVK Eslováquia RSA África do Sul SUI Suíça TUR Turquia TUR Turquia USA Estados Unidos USA Estados Unidos | CHN China CHN China CHN China GBR Grã-Bretanha IRI Irã IRI Irã IRQ Iraque ITA Itália KOR Coreia do Sul KOR Coreia do Sul KOR Coreia do Sul MGL Mongólia POL Polônia USA Estados Unidos USA Estados Unidos BRA Brasil | CHN China CHN China GBR Grã-Bretanha GBR Grã-Bretanha KOR Coreia do Sul ESP Espanha USA Estados Unidos | CHN China CHN China GBR Grã-Bretanha ITA Itália KOR Coreia do Sul> TUR Turquia BRA Brasil | CHN China CHN China FRA França GER Alemanha GBR Grã-Bretanha GRE Grécia IRI Irã ITA Itália KOR Coreia do Sul LAT Letônia POL Polônia THA Tailândia UKR Ucrânia UKR Ucrânia BRA Brasil BRA Brasil USA Estados Unidos |
| Jogos Parapan-Americanos de 2015 · Toronto, Canadá ·                     | — | USA Estados Unidos CAN Canadá | BRA Brasil BRA Brasil | — | CAN Canadá                                                                                | USA Estados Unidos BRA Brasil |
| Qualificação Asiática · Bangkok, Tailândia                               | IRI Irã | CHN China THA Tailândia | MGL Mongólia THA Tailândia | | JPN Japão                                                                                 | CHN China IRI Irã |
| Qualificação Européia · Cevilles, França                                 | SVK Eslováquia | GBR Grã-Bretanha | FRA França ITA Itália | FRA França                                                                                             | GER Alemanha                                                                              | TUR Turquia TUR Turquia |
| Qualificação Paralímpica · Nove Mesto, Chéquia                           | FRA França KOR Coreia do Sul                                                                                             | ISL Islândia POL Polônia ESP Espanha | CZE República Checa GER Alemanha JPN Japão TPE Taipé Chinês | CZE República Checa TUR Turquia                                                                        | IRI Irã ESP Espanha UKR Ucrânia                                                           | IRQ Iraque MGL Mongólia TPE Taipé Chinês |
| Anfitrião                                                                | BRA Brasil | BRA Brasil | - | BRA Brasil                                                                                             | -                                                                                         | - |
| Total: 140                                                               | 16 | 32 | 32 | 12 | 16                                                                                        | 32 |

### Duplas
| Evento       | Arco composto W1                                                                                           | Arco composto Aberto | Arco recurvo Aberto |
| ------------ | --- | --- | --- |
| Qualificados | CHN China CZE República Checa FRA França GBR Grã-Bretanha KOR Coreia do Sul ESP Espanha USA Estados Unidos | BRA Brasil CAN Canadá CHN China GBR Grã-Bretanha IRI Irã ITA Itália KOR Coreia do Sul ESP Espanha TUR Turquia ESP Espanha | BRA Brasil CHN China TPE Taipé Chinês CZE República Checa FRA França GER Alemanha GBR Grã-Bretanha IRI Irã IRQ Iraque ITA Itália LAT Letônia MGL Mongólia POL Polônia KOR Coreia do Sul THA Tailândia TUR Turquia |
| Duplas       | 7 | 10 | 16 |

## Medalhistas

### Quadro de medalhas
| Ordem | País                | Medalha de ouro | Medalha de prata | Medalha de bronze |    |
| ----- | ------------------- | --------------- | ---------------- | ----------------- | -- |
| 1     | GBR Grã-Bretanha    | 3               | 2                | 2                 | 7  |
| 2     | CHN China           | 3               | 2                |                   | 6  |
| 3     | IRI Irã             | 2               | 1                | 1                 | 4  |
| 4     | USA Estados Unidos  | 1               |                  |                   | 1  |
| 5     | ITA Itália          |                 | 1                | 1                 | 2  |
|       | KOR Coreia do Sul   |                 | 1                | 1                 | 2  |
|       | CZE República Checa |                 | 1                | 1                 | 2  |
| 8     | THA Tailândia       |                 | 1                |                   | 1  |
| 9     | AUS Austrália       |                 |                  | 1                 | 1  |
|       | SVK Eslováquia      |                 |                  | 1                 | 1  |
|       | POL Polônia         |                 |                  | 1                 | 1  |
| TOTAL | TOTAL               | 9               | 9                | 9                 | 27 |